# La Fotx
La Fotx és una serra situada al municipi de Garcia a la comarca de la Ribera d'Ebre, amb una elevació màxima de 367 metres.